# Victor Mousty

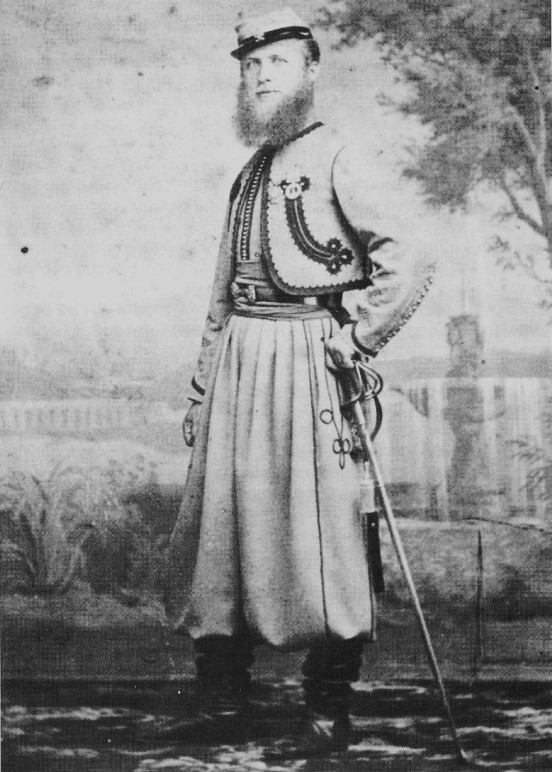
Portret van Victor Mousty in zoeavenuniform.

Victor Mousty (Saint-Hubert, 12 november 1836 - Brussel, 26 december 1876) was een Belgische luitenant bij de Pauselijke Zoeaven.

## Tirailleur Franco-Belge en pauselijk zoeaaf
Mousty volgde middelbaar onderwijs in het Kleinseminarie van Bastogne en studeerde daarna filosofie aan het Groot Seminarie van Namen. Na zijn studies was hij notarisklerk, tot hij op 6 juni 1860 zijn pen inruilde voor een geweer bij de Tirailleurs Franco-Belge. Zijn matriculenummer 76 toont aan dat hij bij de eerste vrijwilligers was. Hij nam deel aan de slag bij Castelfidardo in september 1860. Het daaropvolgende jaar was hij opgeklommen tot luitenant, nadat hij als onderluitenant een klein groepje zoeaven aanvoerde tijdens een grensconflict met de Piëmontezen te Ceprano.

## De zaak Watson
In 1867 werd Mousty gedwongen ontslag te nemen uit het zoeavenkorps wegens beweerde betrokkenheid bij de zaak Watson/Surratt. De Amerikaan John Surratt, beschuldigd van medeplichtigheid bij de moord op Abraham Lincoln, was uit de V.S. ontsnapt en had onder de naam John Watson dienst genomen als zoeaaf. Hij werd herkend en opgesloten in afwachting van uitlevering, maar ontsnapte op een ogenblik dat Mousty officier van wacht was. Vooral de Franse hogere officieren hebben dit aangegrepen als motief om Mousty uit het pauselijk leger te laten zetten.

## Na zijn ontslag als zoeaaf
Naast zoeaaf was Mousty ook medewerker-vertegenwoordiger van het Belgische Centraal Comité voor Pauselijke Werken in Brussel, dat instond voor de rekrutering en begeleiding van Belgische zoeaven. In zijn zeer uitgebreide correspondentie met onder meer comitélid Joseph de Hemptinne en voorzitter Charles-Antoine de Villermont had hij het voornamelijk over het materiële en morele welzijn van de Belgische zoeaven, waar hij zeer veel tijd en energie aan wijdde. Die functie zette hij na zijn ontslag als actief zoeaaf verder, waarbij hij onder meer zorgde voor het ontvangst van nieuwe zoeaven en voor hun repatriëring wanneer hun contract ten einde liep of in geval van ziekte. Hij richtte in Rome de Cercle Saint-Joseph op, een soort “clubhuis” voor de Belgische zoeaven waar ze iets konden eten, een glas drinken, brieven schrijven, Belgische (katholieke) kranten lezen, kortom de tijd konden doorbrengen op een fatsoenlijke manier en weg van de verleidingen van de grootstad. Mousty was dus zeer actief betrokken bij de zoeaven en wist wat er bij hen leefde.
Tijdens de slag bij Mentana en het beleg van Rome deed hij dienst als vrijwillig brancardier. Verder benoemde Pius IX hem tot ridder in de Orde van Pius IX en hij kreeg de medailles van Castelfidardo en Mentana.
Zes jaar na de val van Rome stierf hij in Brussel op 26 december 1876. Heel wat brieven van Victor Mousty worden bewaard in het KADOC en in de bibliotheek van de abdij van Maredsous, waar hij herbegraven werd wegens zijn hechte band met een van de stichters van de abdij Felix de Hemptinne. Naast de familie de Hemptinne en Charles-Antoine de Villermont, aan wie het grootste deel van zijn brieven gericht zijn, behoorden ook zijn ouders tot de geadresseerden van zijn brieven.